# موریس بی. بلکناپ
موریس بِرک بلکناپ (Morris Burke Belknap)‏ (۷ ژوئن ۱۸۵۶–۱۳ آوریل ۱۹۱۰)، تاجر آمریکایی اهل لوئیزویل از شهرهای کنتاکی بود. او که از جمهوری‌خواهان به‌شمار می‌رفت در سال ۱۹۰۳ برای فرمانداری ایالت کنتاکی نامزد شد. پس از اخذ مدرک از دانشکده، دانشکده علوم شفیلد در دانشگاه ییل در کارخانه تولید ابزاری که متعلق به پدرش بود، مشغول کار شد. سپس در تأسیس یک شرکت ساخت ادوات کشاورزی سهیم شد. در سال ۱۸۸۳ با لی‌لی باکنر ازدواج کرد و از او صاحب چهار فرزند شد. پس از مرگ پدرش، قائم‌مقام کارخانه او شد، سمتی که تا پایان عمر آن را حفظ کرد. لی‌لی باکنر در سال ۱۸۹۳ از دنیا رفت و موریس در سال ۱۹۰۰ با ماریون اس. دومونت پیوند زناشویی بست.
او علاوه بر فعالیت‌های تجاری، در خدمت ارتش ایالتی کنتاکی نیز بود و سرانجام به درجه سرهنگ دومی رسید. در طول جنگ آمریکا و اسپانیا در سال ۱۸۹۸ و قبل از پایان درگیری‌ها، مدت کوتاهی در پورتوریکو خدمت کرد. وی پیش از آنکه در سال ۱۸۹۹ با افتخار از خدمت کناره‌گیری کند به درجه سرهنگی نائل شد.
پس از آنکه در ۱۹۰۳ برای حضور در مجمع جمهوری‌خواهان برگزیده شد، درخواست نامزدیش برای فرمانداری ایالت کنتاکی نیز مورد پذیرش قرار گرفت. او براساس تجارب تجاری خود و همچنین در مخالفت با سیاست‌های فرماندار فعلی وارد رقابت انتخاباتی شد ولی در نهایت عرصه را به  جی. سی. دبلیو. بکام، فرماندار وقت ایالت، واگذار کرد.
پس از ناکامی در انتخابات فرمانداری، باقی‌مانده عمرش را صرف حضور در سازمان‌های مذهبی و مدنی مختلف نمود. او در ۱۳ آوریل ۱۹۱۰ در اثر کم‌خونی شدید درگذشت؛ گمان می‌رفت ابتلا به کم‌خونی پرنیشیوز در پورتوریکو موجب وخامت شرایط جسمیش شده باشد.

## اوایل زندگی و خانواده
بلکناپ در ۷ ژوئن ۱۸۵۶ در خانه پدر و مادرش واقع در لوئیزویل ایالت کنتاکی به دنیا آمد و کوچکترین فرزند ویلیام برک و مری (ریچاردسون) بلکناپ بود. او تا سن هفده‌سالگی در مدرسه خصوصی بنجامین بی. هانتون تحصیل کرد. در سال ۱۸۷۳ به همراه برادرش، ویلیام ریچاردسون بلکناپ (۱۸۴۹–۱۹۱۴) به سفری یک ساله در اروپا رفت. بعد از بازگشت از این سفر در دانشکده علوم شفیلد دانشگاه ییل ثبت نام کرد. او در سال ۱۸۷۷ موفق به اخذ مدرک شد ولی برای انجام تحصیلات تکمیلی در رشته شیمی یک سال بیشتر در دانشگاه ماند.
در سال ۱۸۹۷ و در پی بازگشت به لوئیزویل مدت کوتاهی در کارخانه ابزارسازی پدرش به نام دبلیو بی. بلکناپ و شرکاء مشغول کار شد. سپس با توماس میکل و بری کلمن اقدام به تأسیس شرکت توماس میکل و شرکاء نمود که در زمینه تولید ادوات کشاورزی فعالیت می‌کرد. او در سال ۱۸۸۳ به عنوان قائم‌مقام مدیر به کارخانه پدرش بازگشت.
در ۱۴ ژوئن ۱۸۸۳ با لی‌لی باکنر دختر سیمون بولیوار باکنر، از ژنرال‌های ارتش ایالات مؤتلفه، ازدواج کرد. این زوج صاحب چهار فرزند به نام‌های گرترود، والتر کینگزبری، لیلی و موریس‌جونیور شدند. لی‌لی بلکناپ در ۱۸۹۳ از دنیا رفت. پس از مرگ او، بلکناپ به یاد همسرش یک پل سنگی در چروک‌پارک لوئیزویل ساخت که به پل بلکناپ معروف است.
پدرش در سال ۱۸۸۹ درگذشت، پس از ثبت این شرکت تولید و ساخت ابزار بلکناپ، موریس بلکناپ به عنوان قائم‌مقام شرکت انتخاب شد و تا پایان عمرش در این سمت باقی ماند. او جوان‌ترین فردی بود که به ریاست هیئت تجاری لوئیزویل انتخاب شد و سال‌های سال این مسئولیت را برعهده داشت.

## خدمت نظامی
در سال ۱۸۷۹، بلکناپ برای سربازی در هنگ اول پیاده‌نظام گارد ایالتی کنتاکی که به لژیون لوئیزویل معروف بود، نام‌نویسی کرد. پدر همسرش در سال ۱۸۸۷ به عنوان فرماندار ایالت کنتاکی انتخاب شد و بلکناپ را با درجه لنلی به خدمت در ستاد ارتش ایالتی گماشت. در ۱۸۹۰، او فرماندهی گروهان الف هنگ اول گارد ایالتی کنتاکی را بر عهده گرفت و در سال ۱۸۹۳ نیز به عنوان سرهنگ دوم یگان انتخاب شد.
همزمان با آغاز جنگ آمریکا و اسپانیا، فرماندار اوکانل بردلی، یگان تحت امر بلکناپ را برای حضور در جبهه فراخواند. او در ۱۳ مه ۱۸۹۸ برای خدمت احضار و همان روز نیز راهی شد. بلکناپ پیش از اینکه در ۲۸ ژوئن ۱۸۹۸ به نیوپورت‌نیوز در ویرجینیا برسد، چندین هفته را در یکی از شهرهای کنتاکی به نام لکسینگتون سپری کرد. اول اوت ژنرال فردریک دنت‌گرانت دستور داد تا شش یگان با فرماندهی بلکناپ سوار بر کشتی یواس‌آرسی عازم پورتوریکو شوند. نیروها ۱۱ اوت به شهر پونس رسیدند و سپس به مایاگوئس اعزام شدند. به آنها دستور داده شده بود تا به محض اینکه ترددها امن شد به طرف خشکی بروند و در تعقیب هنگ یازدهم پیاده‌نظام باشند.
با پایان یافتن درگیری‌ها، بلکناپ و نیروهایش تا ۲۶ اوت در مایاگوئس ماندند و سپس به پونس بازگشتند و در تاریخ ۲۹ و ۳۰ اوت به هنگ خود ملحق شدند. با ارتقای کسلمن به درجه سرتیپی، بلکناپ نیز سرهنگ شد و فرماندهی فرست کنتاکی به او واگذار گشت. یگان او در ۱۲ دسامبر ۱۸۹۸ به لوئیزویل بازگشت و متعاقب آن بلکناپ در ۲۴ فوریه ۱۸۹۹ با افتخار از خدمت نظامی کناره‌گیری کرد و دیگر هرگز در ارتش خدمت نکرد.
وی در ۱۶ ژوئیه ۱۹۰۰ با مریسون اس. دومانت ازدواج کرد که اهل پلین‌فیلد ایالت نیوجرسی بود.

## رقابت انتخاباتی فرمانداری
در مجمع ایالتی جمهوری‌خواهان در سال ۱۹۰۳، رهبران حزب از جمله دبیلو گادفری هانتر حمایت خود را از بلکناپ برای حضور در انتخابات فرمانداری اعلام کردند. با این حال فرماندار سابق، بردلی به حمایت از یکی از رفقایش به نام وکیل آگوستوس ای. ویلسون پرداخت که از اهالی لوئیزویل بود. طرفداران ویلسون گرفتار چالشی شدند که آنها را از صحنه انتخابات دور کرد و سبب شد تا او از رقابت‌ها کنار گذاشته شود و مجمع را ترک کند. بدین‌ترتیب بلکناپ از طرف حزب برای حضور در نخستین رأی‌گیری معرفی شد. باکنر، فرماندار دموکرات سابق از نامزدی همسر دخترش در انتخابات حمایت کرد.
بلکناپ با تأکید بر تجربه خود در حوزه کسب‌و کار آن را با اتهامات وارده به فرماندار وقت یعنی جی‌سی‌دبلیو بکهام در سوءمدیریت مؤسسات خیریه ایالت، مقایسه کرد. بلکناپ در خارج از لوئیزویل چندان چهره شناخته شده‌ای نبود. او قدرت سخنوری خوبی در انظار عموم نداشت و در غنا بخشیدن به رقابت انتخاباتی موفق نبود. به گزارش روزنامه نیویورک‌تایمز «سرهنگ موریس بی. بلکناپ، نامزد جمهوری‌خواهان در انتخابات فرمانداری کنتاکی، ورزشکار، سیاستمدار و تاجر ثروتمندی است». روز رأی‌گیری در سراسر ایالت روز پرالتهابی بود تا جاییکه یکی از قضاتی که حامی بلکناپ بود در محل رأی‌گیری در لوئیزویل از سوی یک کلانتر مورد اصابت گلوله قرار گرفت. بدین‌ترتیب، پیروزی به رقیب بلکنپ رسید؛ بکهام با ۲۲۹۰۱۴ رأی در مقابل ۲۰۲۷۶۴ پیروز انتخابات شد. این نخستین باری بود که طی شانزده سال اخیر دموکرات‌ها اکثریت آراء را به دست آوردند.

## سال‌های آخر زندگی

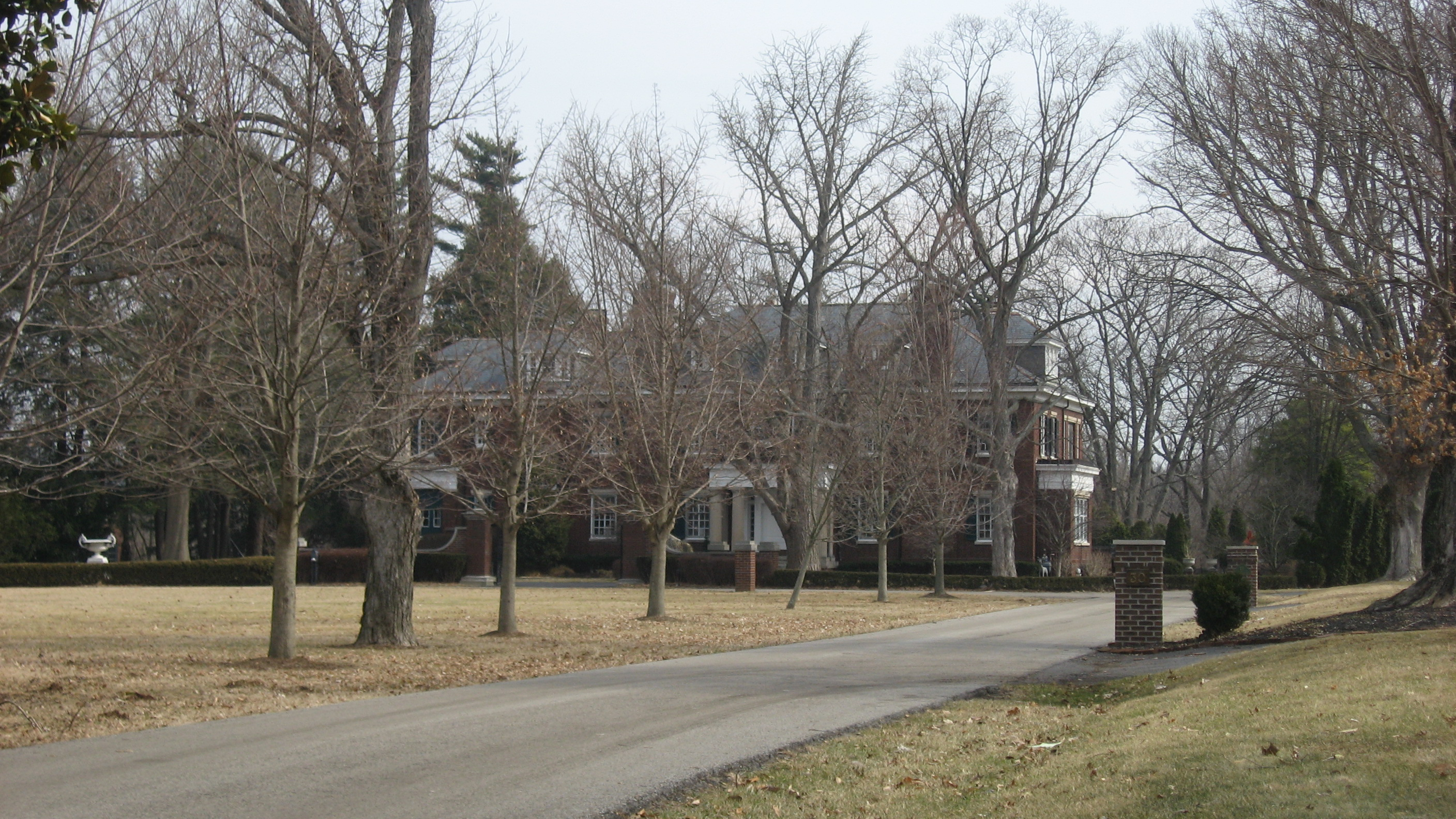
موریس

بلکناپ فعالیت‌های تجاری خود را ادامه داد و در سال ۱۹۰۵ در کنگره بین‌المللی اتاق‌های بازرگانی که در شهر لیژ بلژیک برگزار شد، شرکت کرد. وی طی سال‌های ۱۹۰۷ تا ۱۹۰۹ ریاست هیئت پارک‌های لوئیزویل را بر عهده داشت. او عضو چندین سازمان مدنی و مذهبی از جمله باشگاه پندنیس، باشگاه کانتری لوئیزویل، باشگاه سالماگوندی لوئیزویل و کلیسای پروتستان یادبود وارن این شهر بود. بلکناپ در این کلیسا دیکون و رئیس هیئت امنا بود. همچنین ریاست انجمن فارغ‌التحصیلان دانشگاه ییل در لوئیزویل و سرپرستی سازمان جوانان YMCA آن شهر را نیز در اختیار داشت.
بلکناپ در اواخر سال ۱۹۰۷ بیمار شد و این شرایط وخیم تا اواسط سال ۱۹۰۸ ادامه یافت. در ژوئیه ۱۹۰۸ برای بهبود وضعیت جسمیش به اروپا سفر کرد. ولی پس از بازگشت از این سفر در ماه اکتبر، وضعیت او باز هم بدتر شد. از ژانویه تا ژوئن ۱۹۰۹ بستری بود. او اوایل آوریل ۱۹۱۰ به کما رفت و دیگر هرگز بیدار نشد. موریس بلکناپ در ۱۳ آوریل ۱۹۱۰ بر اثر کم خونی شدید در شهر لکسینگتون از توابع ایالت کنتاکی درگذشت و در گورستان تپه غار به خاک سپرده شد.